# Diciotto racconti
Sono 18 racconti dispersi, alcuni pubblicati in rivista da Beppe Fenoglio stesso, altri editi dopo la sua scomparsa.

## Elenco dei racconti
1. Nella valle di San Benedetto
2. L'addio
3. Il gorgo
4. L'esattore
5. Ferragosto
6. Il paese I
7. Il paese III
8. Il paese XI
9. Il signor podestà
10. L'affare dell'anima
11. I premilitari
12. Tradotta a Roma
13. Il padrone paga male
14. Lo scambio dei prigionieri
15. Golia
16. Ciao, old Lion
17. La licenza
18. Il mortorio Boeri

## Edizione
- Beppe Fenoglio, Diciotto racconti, a cura di Dante Isella, Einaudi, Torino ©1995